# Iquiracetima aspasia
Iquiracetima aspasia är en skalbaggsart som beskrevs av Maria Helena M. Galileo och Martins 1995. Iquiracetima aspasia ingår i släktet Iquiracetima och familjen långhorningar. Inga underarter finns listade i Catalogue of Life.